# 민주주의 정상회의

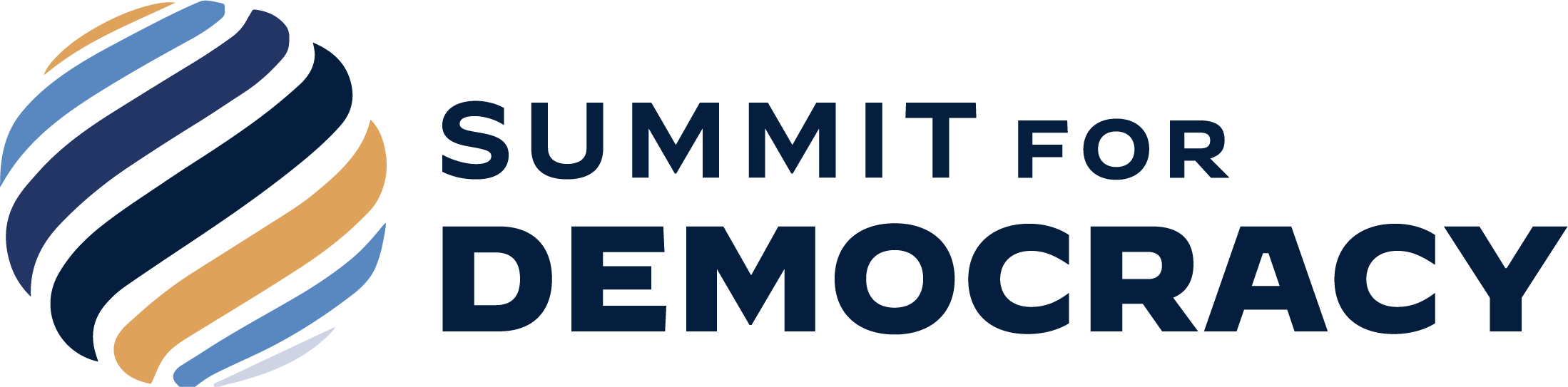
민주주의 정상회의 로고

민주주의 정상회의 초청국

민주주의 정상회의(民主主義 頂上會議, 영어: Summit for Democracy, 문화어: 민주주의를 위한 세계수뇌자회의)는 2021년 12월 9일부터 12월 10일 사이에 조 바이든 미국 대통령의 주도로, 개최된 비대면 화상 국제회의이다. 이 화상정상회의는 권위주의에 대한 방어, 부패와의 싸움, 인권 존중 증진 등을 3대 의제로 제시하였다. 하지만 일부 국가에 대한 적절성 논란이 일렀다. 1차 정상회의가 폐막했으며, 미국은 2022년 2차 정상회의를 열어 각국이 이번 회의 때 제시한 비전과 실천 약속의 이행을 점검할 예정이라 한다.

## 초청국과 제외국
※미 국무부가 발표한 참가국 명단에 따르면 총 110개국이 초청됐다. 아시아에서는 한국, 대만, 인도, 인도네시아, 말레이시아, 필리핀, 일본이 모두 초청되었고, 파키스탄은 초청되었으나 참석을 거부하였다. 프랑스, 독일, 영국, 이탈리아, 리투아니아 및 네덜란드도 초청되었다. 그러나 튀르키예, 베트남, 러시아, 태국, 중국, 이란, 싱가포르, 미얀마, 캄보디아, 라오스, 사우디아라비아 및 기타 국가는 초청되지 않았다.

## 대륙별 참가국 목록

### 아프리카
- 앙골라 * 보츠와나 * 카보베르데 * 콩고 민주 공화국 * 가나 * 케냐 * 라이베리아 * 말라위 * 모리셔스 * 나미비아 * 니제르 * 나이지리아 * 상투메 프린시페 * 세네갈 * 세이셸 * 남아프리카 공화국 * 잠비아

### 동아시아ㆍ오세아니아
- 오스트레일리아 * 피지 * 인도네시아 * 일본 * 키리바시 * 말레이시아 * 마셜 제도 * 미크로네시아 연방 * 몽골 * 나우루 * 뉴질랜드 * 팔라우 * 파푸아뉴기니 * 필리핀 * 사모아 * 대한민국 * 솔로몬 제도 * 동티모르 * 중화민국 (대만) * 통가 * 바누아투

### 유럽
- 알바니아 * 아르메니아 * 오스트리아 * 벨기에 * 불가리아 * 크로아티아 * 체코 * 키프로스 * 덴마크 * 에스토니아 * 핀란드 * 프랑스 * 독일 * 그리스 * 조지아 * 아이슬란드 * 아일랜드 * 이탈리아 * 라트비아 * 리투아니아 * 룩셈부르크 * 몰타 * 몬테네그로 * 몰도바 * 네덜란드 * 북마케도니아 * 노르웨이 * 폴란드 * 포르투갈 * 루마니아 * 슬로바키아 * 슬로베니아 * 스페인 * 스웨덴 * 스위스 * 우크라이나 * 영국

### 중동ㆍ북아프리카
- 이라크 * 이스라엘

### 남·중앙아시아
- 인도 * 몰디브 * 네팔 * 파키스탄

### 북미·중남미
- 앤티가 바부다 * 아르헨티나 * 바베이도스 * 바하마 * 벨리즈 * 브라질 * 캐나다 * 칠레 * 콜롬비아 * 코스타리카 * 도미니카 연방 * 도미니카 공화국 * 에콰도르 * 그레나다 * 가이아나 * 자메이카 * 멕시코 * 파나마 * 파라과이 * 페루 * 세인트키츠 네비스 * 세인트루시아 * 세인트빈센트 그레나딘 * 수리남 * 트리니다드 토바고 * 미국 * 우루과이

## 러시아ㆍ중국 반응
이번 회의에서 배제된 중국과 러시아는 미국이 전형적 냉전적 사고 속에 편 가르기를 한다면서 대립과 선동을 멈추라고 강하게 반발하였다.

## 회의 개최 시기
1. 2021년 12월 9일부터 12월 10일, 코로나19로 화상 회의 개최.
2. 2023년 3월 29일부터 3월 30일, 한미 공동 개최.[6]
3. 2024년 3월 18일부터 3월 20일, 대한민국 개최.